# Vez
Vez és un municipi francès, situat al departament de l'Oise i a la regió dels Alts de França. L'any 2007 tenia 323 habitants.

## Demografia

### Població
El 2007 la població de fet de Vez era de 323 persones. Hi havia 108 famílies de les quals 20 eren unipersonals (12 homes vivint sols i 8 dones vivint soles), 28 parelles sense fills, 56 parelles amb fills i 4 famílies monoparentals amb fills.
La població ha evolucionat segons el següent gràfic:
Habitants censats

### Habitatges
El 2007 hi havia 122 habitatges, 107 eren l'habitatge principal de la família, 13 eren segones residències i 2 estaven desocupats. Tots els 120 habitatges eren cases. Dels 107 habitatges principals, 70 estaven ocupats pels seus propietaris, 33 estaven llogats i ocupats pels llogaters i 4 estaven cedits a títol gratuït; 1 tenia una cambra, 3 en tenien dues, 12 en tenien tres, 26 en tenien quatre i 65 en tenien cinc o més. 83 habitatges disposaven pel capbaix d'una plaça de pàrquing. A 34 habitatges hi havia un automòbil i a 62 n'hi havia dos o més.

### Piràmide de població
La piràmide de població per edats i sexe el 2009 era:
| Homes | Edats   | Dones |
| ----- | ------- | ----- |
| 0     | 95 o +  | 0     |
| 0     | 90 a 94 | 0     |
| 8     | 85 a 89 | 0     |
| 0     | 80 a 84 | 4     |
| 0     | 75 a 79 | 8     |
| 4     | 70 a 74 | 4     |
| 4     | 65 a 69 | 4     |
| 12    | 60 a 64 | 8     |
| 0     | 55 a 59 | 12    |
| 8     | 50 a 54 | 0     |
| 16    | 45 a 49 | 12    |
| 12    | 40 a 44 | 4     |
| 24    | 35 a 39 | 12    |
| 12    | 30 a 34 | 12    |
| 4     | 25 a 29 | 8     |
| 16    | 20 a 24 | 8     |
| 16    | 15 a 19 | 12    |
| 20    | 10 a 14 | 8     |
| 12    | 5 a 9   | 16    |
| 12    | 0 a 4   | 8     |

## Economia
El 2007 la població en edat de treballar era de 190 persones, 153 eren actives i 37 eren inactives. De les 153 persones actives 141 estaven ocupades (84 homes i 57 dones) i 12 estaven aturades (3 homes i 9 dones). De les 37 persones inactives 9 estaven jubilades, 12 estaven estudiant i 16 estaven classificades com a «altres inactius».

### Ingressos
El 2009 a Vez hi havia 100 unitats fiscals que integraven 304 persones, la mediana anual d'ingressos fiscals per persona era de 19.859 €.

### Activitats econòmiques
Dels 4 establiments que hi havia el 2007, 1 era d'una empresa de fabricació d'altres productes industrials, 1 d'una empresa de construcció, 1 d'una empresa de comerç i reparació d'automòbils i 1 d'una entitat de l'administració pública.
L'únic servei als particulars que hi havia el 2009 era un guixaire pintor.
L'any 2000 a Vez hi havia 4 explotacions agrícoles que ocupaven un total de 1.104 hectàrees.

## Equipaments sanitaris i escolars
El 2009 hi havia una escola elemental integrada dins d'un grup escolar amb les comunes properes formant una escola dispersa.

## Poblacions més properes
El següent diagrama mostra les poblacions més properes.